# Callyspongiidae
Callyspongiidae is een familie van sponsdieren uit de klasse van de Demospongiae (gewone sponzen). 

## Geslachten
- Arenosclera Pulitzer-Finali, 1982
- Callyspongia Duchassaing & Michelotti, 1864
- Dactylia Carter, 1885
- Siphonochalina Schmidt, 1868